# Пшеничников, Александр Иванович
Алекса́ндр Ива́нович Пшени́чников (1845, Остров, Московская губерния — не ранее 1918) — протоиерей, меценат и церковный историк.

## Биография
Родился в семье священника церкви Преображения Господня в селе Остров Подольского уезда Иоанна Васильевича Пшеничникова. Учился в Звенигородском духовном училище и Вифанской духовной семинарии, которую окончил в 1866 году со званием студента. С 25 февраля 1867 по 1882 год занимал должность диакона Илии-Обыденской церкви. Был законоучителем в Сретенском, Петровско-Мясницком городских мужских училищах и Первом Тверском начальном училищах в Москве. 19 августа 1882 году назначен на должность священника в Вознесенский монастырь в Московском Кремле.

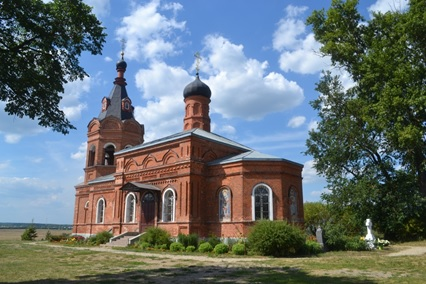
Храм Вмч. Димитрия Солунского в селе Дуброво

Вместе с младшим братом пресвитером Николаем Ивановичем Пшеничниковым, служившим первым сакелларием Успенского собора Московского Кремля, построил в 1893 году в селе Дуброво Верейского уезда одноклассную приходскую школу и положил в банк капитал в размере 4600 рублей, проценты с которого шли на содержание школы. В 1896 году братья построили каменную церковь в честь Великомученика Димитрия Солунского вместо обветшавшей деревянной, а также каменный двухэтажный дом с квартирами для причта. Кроме того, в банк был положен капитал: две тысячи рублей на отопление и освещение храма и пять тысяч рублей на содержание причта. 5 декабря 1906 года основал Сергиево-Дубровскую общину, для которой протоиерей Александр приобрёл участок в 42 десятины земли, где построил каменный двухэтажный дом, который снабдил обширной библиотекой книг духовного и нравственного содержания, построил деревянные хозяйственные строения. В 1911 году им было завершено строительство храма в честь Преподобного Сергия Радонежского. В 1914 году община была преобразована в Сергиево-Дубровский женский монастырь. 25 февраля 1917 г. было отмечено 50-летие служения протоиерея Московского Вознесенского монастыря Александра Иоанновича Пшеничникова, составившего научное описание Вознесенского собора Московского Кремля. В 1918 г. на вакансию священника Сергиево-Дубровского монастыря перемещён настоятель собора Московского Вознесенского монастыря протоиерей Александр Пшеничников.

## Труды
- Церковь Илии Обыденного на Остоженке в Москве / Соч. диак. Александра Пшеничникова. — Москва : Общество истории и древностей российских при Моск. университете, 1874. — 17 с.
- Соборный храм Вознесения господня в Вознесенском девичьем монастыре в Москве : С прил. статьи о настоятельницах Вознесенского монастыря / [Свящ. Александр Пшеничников]. — Москва : тип. Л. Ф. Снегирева, 1886. — 154 с.
- Пшеничников А. И. Краткое объяснение богослужения православной церкви / Составитель свящ. А. Пшеничников. — Москва : И. Д. Сытин и К°, 1890. — 79 с. (Семь прижизненных переизданий: 1893, 1895, 1898, 1901, 1903, 1909, 1914, начиная с 3-го издания заглавие: Объяснение богослужения православной церкви), [Репр. изд. 1901 г.]. — Дмитров : СПАС, 1997. — 94 с.
- Краткое историческое описание первоклассного Вознесенского девичьего монастыря в Москве: с планами и рисунками/ [Свящ. Александр Пшеничников]. — Москва : изд. настоятельницы Вознесенского монастыря игуменьи Евгении , 1894. — 140 с.